# خپ
خپ (به چکی: Cheb) یا اِگِر (به آلمانی: Eger) شهری است که هم‌اکنون در استان کارلووی واری در کشور جمهوری چک قرار دارد.
اِگر از سال ۱۹۳۸ تا ۱۹۴۵ یکی از شهرهای رایش سوم بود.
بیشتر جمعیت این شهر آلمانی زبان بودند که بعد از جنگ جهانی دوم پس از اشغال شهر توسط چک اسلاواکی، تمام مردم آلمانی زبان از شهر اخراج شدند و اموال آن‌ها غصب شد.

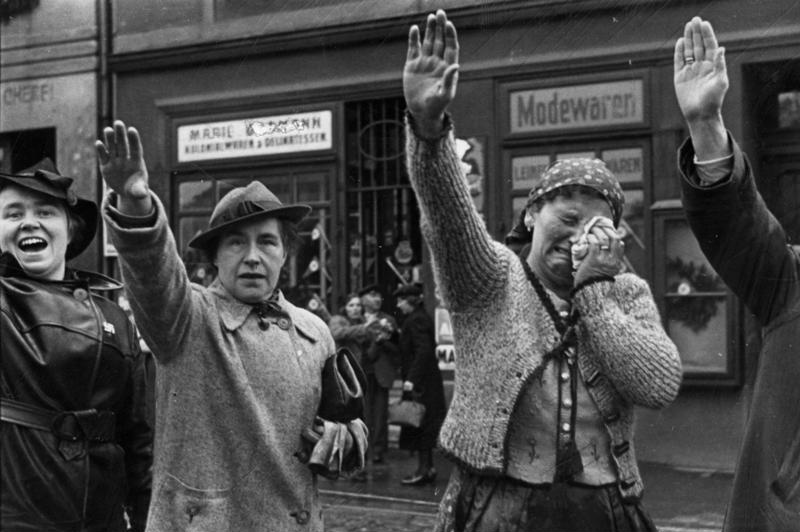
مردم شهر اگر در سال ۱۹۳۸ با خوشحالی فراوان به سربازان آلمانی با درود آلمانی خوشامد می‌گویند.